# خیلمونه
خیلمونه (به لهستانی:  Chilmony) یک روستا در لهستان است که در گمینا نوو دوور واقع شده‌است.